# Cephalophus rufilatus
A cabra-do-mato-vermelha (Cephalophus rufilatus), também chamada frintamba na Guiné-Bissau, é um pequeno antílope encontrano na África Ocidental e Central.